# 洪琮
洪琮（1620年—1684年），字瑞玉，江南歙县人。清初政治人物。

## 生平
明崇禎十五年（1642年）壬午科應天鄉試举人，清顺治九年（1652年）登壬辰科三甲第三十二名进士，授广东韶州府推官，擒妖民郭天鹏，擒䖍賊王秀，晋升刑部主事、提督陕西学政。名列家乡洪坑村的世科坊。

## 著作
著有小说《白牡丹》。

## 家族
洪琮之子洪景行，浙江平阳县知县。